# Mitrophyllum dissitum
Mitrophyllum dissitum là một loài thực vật có hoa trong họ Phiên hạnh. Loài này được Schwantes mô tả khoa học đầu tiên.